# Алтунян, Роджер
Роджер Эрнест Коллингвуд Алтунян (англ. Roger Altounyan, 24 октября 1922, Алеппо — 10 декабря 1987) — английский врач-астматик, фармаколог, создатель ингаляционного устройства. Открытие Алтуряном кортизона (кромогликата натрия, intal) в 1949 г. обеспечило первое эффективное медикаментозное лечение воспалительных процессов, лежащих в основе астмы.
Алтунян был признан одним из 1000 лучших ученых всех времен в книге Филипа Баркера «1000 лучших ученых: с начала времен до 2000 года нашей эры».

## Биография
Роджер Алтунян родился в Алеппо, Сирия. Был членом знатной англо-армянской семьи. Его дед, Асадур Арам Алтунян, родился в Турции, изучал медицину в США и Германии, женился на ирландской медсестре и основал больницу в Алеппо. Его отец, Эрнест Алтунян, продолжал руководить больницей и имел высокую репутацию хирурга.
Получил медицинское образование в Англии. Сам Алтунян с детства страдал от атопической экземы, которая впоследствии привела к астме.
Учился в школе Abbotsholme в 1932—1939 годах, вернувшись в Сирию, где провел несколько месяцев в колледже Алеппо, прежде чем пойти добровольцем в Королевские ВВС, став пилотом бомбардировщика, специализирующимся на ночных полетах на малых высотах, за что он был награжден премией Air Силовой крест.
Затем он учился в колледже Эммануэля в Кембридже и стал студентом-медиком в больнице Миддлсекса, когда у него случился первый приступ астмы (у него уже были серьезные проблемы с экземой в детстве). Получив квалификацию врача в 1952 году, он вернулся в Сирию, чтобы работать в семейной больнице, пока они не были вынуждены уехать и вернуться в Англию в 1955 году.

## Карьера
В конце 1950-х годов Алтунян оставил врачебную практику и занялся научно-исследовательский деятельностью в британской фармацевтической компании Bengers Ltd. Он полностью посвятил себя поиску панацеи от астмы и взялся испытывать на себе действие разрабатываемого им препарата.
Алтунян убедился, что ближневосточное народное средство хеллин работает и может быть источником нового синтетического лекарства от астмы. Алтунян испытал на себе сотни соединений, обнаруженных в келлине. Взяв каждую из них, он подверг себя воздействию экстракта волос морской свинки, на который у него была аллергия, и проверил функцию легких с помощью спирометра. В течение нескольких месяцев в 1965 году Алтунян установил, что активным компонентом келлина является кромогликат натрия, блокирующий аллергические реакции. Начиная с 1967 года компания Fisons Ltd производила и продавала его как Intal.
Первый отчет Роджера Алтуняна о проекте экстракта келлина включает диаграммы некоторых молекул, которые, по его мнению, могут предотвращать или лечить приступы астмы.

### Кромоглициевая кислота
Кромоглициевая кислота является производным келлина — вещества, содержащегося в растении Ammi visnaga, который долгое время использовали в Египте и других странах Средиземноморья для лечения респираторных расстройств. Однако келлин обладал выраженным побочным эффектом в виде тошноты, поэтому группа исследователей занялась тестированием производных келлина для обнаружения противоастматического вещества с менее выраженными побочными эффектами. Эти вещества тестировались методом провокации аллергеном на добровольцах, страдавших бронхиальной астмой. Одним из таких добровольцев стал руководитель исследовательской группы, армянин, доктор Роджер Алтунян. В результате была синтезирована натриевая соль кромоглициевой кислоты — кромогликат натрия. Этот препарат предотвращал развитие реакций на аллергены, а также оказался эффективен против обострений астмы, связанных с провокацией физической нагрузкой или раздражающими газами. Пероральная форма препарата была неактивна, поэтому его нужно было применять ингаляционно в виде порошка с использованием спинхалера — специального устройства, разработанного Роджером Алтуняном. «Интал» получил регистрацию в 1967 г.
Новой задачей, которую Роджеру поставило руководство Fisons Pharmaceutical Laboratories, где он работал, стало создание аналога «Интала» (торговая марка препарата этой фирмы), который был бы активен при приёме внутрь, так как принимать таблетки в некоторых случаях удобнее, чем вдыхать лекарство с помощью ингалятора, а кромолин натрий при приёме внутрь проявлял очень слабую активность. К сожалению, все попытки создания такого лекарства провалились. Однако при участии Алтуняна и химика Хью Кэрнса[en] (англ. Hugh Cairns) был разработан аналог кромолин натрия, который также нашёл применение для ингаляционной терапии астмы — недокромил натрий. Но он получил меньшее распространение, чем «Интал».

### В культуре
Молодой Роджер Алтунян был одним из детей, вдохновивших Артура Рэнсома на создание классического романа «Ласточки и амазонки».